# DI Геркулеса
DI Геркулеса (лат. DI Herculis), HD 175227 — тройная звезда в созвездии Геркулеса на расстоянии приблизительно 2122 световых лет (около 650 парсек) от Солнца. Видимая звёздная величина звезды — от +9,11m до +8,39m. Возраст звезды определён как около 4,5 млн лет.
Пара первого и второго компонентов — двойная затменная переменная звезда типа Алголя (EA). Орбитальный период — около 10,55 суток.
Открыта Куно Хофмейстером в 1930 году.

## Характеристики
Первый компонент — бело-голубая звезда спектрального класса B4V, или B5V, или B5III, или A2. Масса — около 5,1 солнечной, радиус — около 2,8 солнечного, светимость — около 539,511 солнечной. Эффективная температура — около 17300 K*.
Второй компонент — бело-голубая звезда спектрального класса B5V. Масса — около 4,4 солнечной, радиус — около 2,58 солнечного, светимость — около 286,418 солнечной. Эффективная температура — около 15400 K*.
Третий компонент — коричневый карлик. Масса — около 26,4 юпитерианской. Удалён в среднем на 2,543 а.е..